# Плімут (аеропорт)
Аеропорт Плімут-Сіті (англ. Plymouth City Airport) (IATA: PLH, ICAO: EGHD) — «законсервований» аеропорт в Плімуті, Девон, Англія. Аеропорт почав роботу на цьому місці в 1925 році і був офіційно відкритий принцом Уельським в 1931 році. Аеропорт розташований неподалік від міського центру і має сучасний термінал.
23 грудня 2011 року аеропорт був закритий і припинив свою діяльність.
Власником аеропорту є Sutton Harbour Holdings Ltd., компанія з Плімута, якій також належить авіакомпанія Air Southwest, єдина авіакомпанія, що здійснює рейси з Плімута.
Аеропорт Плімут-Сіті має публічну ліцензію аеродрому (номер P687), яка дозволяє перевезення пасажирів і навчання польотам.

## Історія
Історію Плімутського аеропорту можна простежити до 1923 року, коли перші пасажири вирушили в рейс з літаком, який перевозив пошту в Кройдон, злетівши з трави луки Челсон. Цей успішний рейс, здійснений піонером авіації Аланом Кобхемом, надихнув муніципалітет Плімута, на пошук постійної ділянки для міського аеропорту.
У 1925 стали популярними рейси, які прискорювали доставку трансатлантичної пошти з місцевого порту в столицю, були переведені в Роборо.
Плимутський аеропорт офіційно був відкритий в липні 1931 принцом Уельським.
Аеропорт обслуговував кілька призначень, переправляючи комерційну пошту і здійснюючи пасажирські рейси, а також використовувався Королівськими ВПС в якості тренувальної бази для польотів при поганій погоді. Під час сильного туману літаки зазвичай перенаправлялися в Ньюкі або Ексетер.
Назви оператора літаків змінювалися рідко: наприклад Western Air Express, BOlley's Air Service і Railway Air Services.
Сучасний аеропорт Плімут-Сіті обслуговує бізнес - і приватні перевезення, здійснює регулярні рейси в різні частини Великої Британії.

## Авіакомпанії
- Air Southwest (Бристоль, Шамбері, Корк, Дублін, Глазго-Міжнародний, Джерсі, Лідс-Бредфорд, Лондон-Гатвік, Манчестер, Ньюкасл, Ньюквай)